# Cottus princeps
Cottus princeps är en fiskart som beskrevs av Gilbert, 1898. Cottus princeps ingår i släktet Cottus och familjen simpor. IUCN kategoriserar arten globalt som otillräckligt studerad. Inga underarter finns listade i Catalogue of Life.